# UN-GO
『UN-GO』（アンゴ）は、ボンズ制作による日本のオリジナルテレビアニメ作品。フジテレビ系列「ノイタミナ枠」にて、2011年10月から12月まで放送された。

## 概要
昭和前期に活動した小説家・坂口安吾の『明治開化 安吾捕物帖』『復員殺人事件』などを原案とし、その設定を独自にアレンジ（物語の舞台を近未来にするなど）したオリジナルストーリーとして制作。登場人物も原典からの人物とそうでない人物が混在している。公式サイト・ストーリーページの『虎山レポート』ではエンディングに出るパスワードを入力することにより、捜査報告書を閲覧することが出来た。

## あらすじ
“終戦”を迎えたばかりの近未来の東京。そこでは、探偵業が流行らなくなった代わりに、メディア王・海勝麟六が膨大な情報量と優れた頭脳を生かして、幾多の難事件を解決していた。しかし、実は麟六の推理には裏があり、それをあぶり出すのが、「最後の名探偵」と呼ばれる結城新十郎と、その相棒・因果。世間からは、「敗戦探偵」と言われているが、それでも2人は力を合わせて、様々な難事件の解決に挑むのだった。

## 登場人物

### 主要人物
結城新十郎（ゆうき しんじゅうろう）
声 - 勝地涼
本作の主人公。「結城探偵事務所」を営む青年。生年月日：2001年9月11日。人呼んで「最後の名探偵」。ある事情で、世間とは離れて生活している。理性的で常に冷静沈着。小柄だが運動神経抜群。
類稀な推理力で様々な難事件を解決するため、警察や連合調整部からは一目置かれている。しかし、事件の真相は表向き麟六の推理通りの内容となっており、真実を知らない世間からは「敗戦探偵」と言われている。
『episode:0 因果論』では、自身の過去と因果との出会いが語られている。
原典では紳士探偵「結城新十郎」に当たる。
因果（いんが）
声 - 豊崎愛生
新十郎の相棒で探偵助手。新十郎と常に行動を共にする謎の美少年。
小悪魔な性格で普段は明るく幼稚だが、新十郎には生意気な態度を取る。時折奇矯な言動を取る。パンダを模したファッションが特徴で顔にもペイントを施しており、普段は前髪で右目が隠れている。利発で身体能力は、新十郎より高い。
御魂が渦巻くと美しい成人女性に変身して（表向きは「新十郎の上司」となっている）、相手に1問だけ質問に答えさせる。ただし、1人につき1問しか効果を発揮せず、プログラムの集積存在である風守には効かない。他にも様々な特殊能力を有している。
正体は人ならざる者。『episode:0 因果論』において世良田蒔郎は、過去海外へ攻め入った日本人が自らを加護するために帯同した「神」であると語っている。本来、対象者の命ごと御魂を奪うのだが、新十郎と「人を殺さない代わりに御魂を好きなだけ与える」という契約を交わして以来、彼と行動を共にする。また彼の身体は元々『episode:0 因果論』で登場する倉田由子の身体であったことが最終回終盤で明かされた。成人女性に変身するのは、それが理由である。
原典では人気戯作者「花廼屋因果」に当たる。
佐々風守（ささ かざもり） / R.A.I.（ライ）
声 - 松本まりか
第4話より登場。現在は倫理的問題により開発製造が御禁制となった人工知性・“ REAL AI（Real Artificial Intelligence 通称R.A.I.）の最後の1つ。元々は駒守事件の被害者であり遺物だったが、成り行きで事件終了後も新十郎たちと行動を共にする。
本来はプログラムの集積存在であり実体を持たないが、通常は人間大の少女を模したロボットやパンダを模した縫いぐるみを操る他、メインプログラムを家電などに移すことも可能。
海勝麟六（かいしょう りんろく）
声 - 三木眞一郎
通信会社「JJシステム（ジャパンジャスティスネットワークシステムホールディングス）」会長。通称：メディア王。
政財界に通じ、戦後に普及した通信インフラとその技術を独占する。検察庁・警視庁などの情報分析顧問も務める。明晰な頭脳と膨大な情報で、虎山が持ち込む難事件を次々と解決する為、世間からは「名探偵以上の推理力の持ち主」と言われるが、事件の真相は公にせず、「美しい結末」に収めようとしている。常に飄々とした態度を崩さない食わせ者。
原典では氷川で隠居の身の「勝海舟」に当たる。
海勝梨江（かいしょう りえ）
声 - 山本希望
麟六の娘。家事手伝い。裕福な家庭で育った為か、大らかな反面、好奇心旺盛で大雑把な面がある。
第1話で新十郎と出会って以来、彼に興味を持ち、父・麟六に持ち込まれた事件を新十郎に吹き込んでは、事件に巻き込む。
母親とは、3歳の時に死別している。
原典では『舞踏会殺人事件』の加納五兵衛の娘「お梨江」に当たる。
虎山泉（こやま いずみ）
声 - 本田貴子
検察庁連合調整部の検事。
麟六に意見を聞こうと難事件を持ち込むが、新十郎と関わることも多い。理知的な性格。
原典では神楽坂の剣術使い「泉山虎之助」に当たる。
速水星玄（はやみ せいげん）
声 - 入野自由
警察庁警備局課長。
仕事のため、様々な難事件に関わる。虎山のことを尊敬しており、それが高じて彼女が神の如く崇拝する海勝に成り替わろうと別天王の力で事件を起こす。
原典では『舞踏会殺人事件』の警視総監「速水星玄」に当たる。
海勝家メイド
声 - 折笠富美子
海勝家メイド長。
人当たりが良くマイペースだが、無言のうちにも麟六の意を汲む有能な人物。
別天王（べってんのう）
「別天王会」の現御神を称する少女。
人の言葉を現実にする「言霊」を司る人ならざる者であり、催眠術師として認知されている。その能力で持ち主とみなした存在の言葉を現実に移すが、別天王そのものを認識していない人間にまでは能力は及ばないとともに、対象を別人と認識させる際にその人物がその場にいるなど、現実空間と矛盾する事柄は現実化できないなど、制限も存在する。
小山田新（おやまだ あらた）
声 - 樋口智透
アイドルアプリ（ドルプリ）の着せ替えドール「夜長姫3+1（よながひめスリープラスワン）」の裏ソフト販売業者。
しかし新情報拡散防止法により発売中止になる。新十郎に情報を提供し、摘発後も夜長姫の違法アップロードを続けている。

### 「加納信実殺人事件」関係者
加納信実（かのう のぶざね）
声 - 有本欽隆
総合商社加納グループ社長。復興支援着服の嫌疑をかけられており、パーティ会場で殺される。
原典では政商「加納五兵衛」に当たる。
加納敦子（かのう あつこ）
声 - 桑島法子
加納グループ企業社長で信実の妻。
夫を英雄視しており、それゆえ強制捜査の汚名が許せず英雄のままいられるように夫を殺害した。
原典では五兵衛の女房「アツ子」に当たる。
小野 一刀（おの いっとう）
声 - 河野智之
自由国民党代議士。加納とは利権で繋がっている。
神田政彦（かんだ まさひこ）
声 - 小形満
国際通貨銀行日本支部代表。加納とは利権で繋がっている。
寺田涼子（てらだ りょうこ）
声 - 尾崎麗奈
加納グループが手配した警視庁SP。
加納殺害直前に犯人がSPに成りすますために射殺されていた。

### 「長田久子殺害・死体遺棄事件」関係者
長田久子（おさだ ひさこ）
声 - 松澤千晶
横浜の投資家の被害者。「夜長姫3+1」の事務所の社長で生みの親。
何者かに殺害され、スーツケースに詰められた上で自宅の門番に預けられ、白タクに品川の東急ホテルに届けるよう依頼されていた。
原典では海外貿易商の中橋英太郎の妻「ヒサ」に当たる。
荒巻敏司（あらまき としじ）
長田久子殺害の容疑者。行方不明。飲食店経営で久子とは愛人関係で、女装の趣味があった。
長田安（おさだ あん）
声 - 安野希世乃
新十郎に捜査依頼をした被害者長田久子の娘。歌手希望でよく日本語の歌を歌っている。
「夜長姫3+1」のあんざいえりの声を代役。解散後は歌手になりたかったが久子に反対されており、ドルプリ「夜長姫3+1」の声データとしてデビューしようとしたがこれも反対され久子を殺害、容疑を元メンバーに向けさせようとした。
原典では中橋家女中「長田ヤス」に当たる。
あんざい えり
アイドル「夜長姫3+1」の4人目のメンバーとしてデビュー予定だったとされる女性。
表向きはデビュー直前の12月23日の東京最初のテロ「1223テロ」の被害者となって死亡したとなっているが、実際は久子によって捏造のテロ映像の女性をメンバーだったことに仕立てた架空の存在。
中橋澄香（なかはし すみか）
声 - 安済知佳
元「夜長姫3+1」メンバー。
解散後はソロデビューしたかったが久子に反対されていた。
中橋英太郎（なかはし えいたろう）
声 - 大畑伸太郎
中橋澄香の兄。
常実公美（つねみ くみ）
声 - 加藤英美里
元「夜長姫3+1」メンバー。男性的な容姿。
解散後、久子から生活費を工面されていた。
梅澤夢乃（うめざわ ゆめの）
声 - 牧野由依
元「夜長姫3+1」メンバー。

### 「佐々風守焼死事件、改め佐々邸身元不明人焼死事件」関係者
佐々風守（ささ かざもり）
声 - 松本まりか
駒守の養子であり現当主。
佐々家の継承者の証として幼い頃から駒守と同じ覆面をしており、7年前より精神失調で部屋に閉じこもりになっている。風守ホールディングスの社長としては木々彦にテレビで文字のみで指示していた。駒守死去7回忌の命日に焼死する。しかし実際は実在しない人物であり、駒守死後に糸路と文彦は風守の正体に気づくが会社存続のため黙っていた。
原典では「多久風守」に当たる。
R.A.I.（ライ）
声 - 松本まりか
駒守が開発したR.A.I.。
データ領域を全世界のネットワークに分散し偏在させており、統合するメインプログラムだけをボディに治めることができる。メインプログラムは家電などに移すことも可能。
佐々邸では必要な時は人形に入って風守を演じ、それ以外は佐々邸の各種家電に入り込んでいた。一時冷蔵庫からパンダのぬいぐるみにメインプログラムを移した後、少女の人形を操るようになる。
犯人にされそうになった糸路と文彦を庇い、自ら正体を明かした結果、事件の容疑者とされる。その後真犯人である駒守も庇っていたが、新十郎の説得により容疑を否定した。
事件解決後も成り行きで新十郎の元に居座っている。（以降は#共通人物の節を参照）
佐々駒守（ささ こまもり）
声 - 最上嗣生
佐々家先代当主で、人工知能R.A.I.（REAL AI）の開発者。表向きは人前では赤面するという理由でいつも覆面をしていた。
7年前、新情報拡散防止法違反で警察の強制捜査をされる直前に爆死したと思われていたが、爆死はR.A.I.を隠蔽するための偽装であった。焼死事件の真犯人。
R.A.I.が軍事利用やセクサロイドなどとして使われることが許せないと言い放ったが、風守に犯行の濡れ衣をかぶせたり「人間ではない」と言っていることから、結局は自身の都合のいい道具としてしか考えていなかった。因果曰く「気持ち悪い」。
連合調整部に身柄拘束後は架空の戸籍を発行し、連合調整部と連合国共同での研究を継続している。
原典では「多久駒守」に当たる。
佐々光子（ささ みつこ）
声 - 椎名へきる
駒守の実娘。風守の焼死に疑問を持ち梨江に相談する。
原典では「多久光子」に当たる。
佐々糸路（ささ いとじ）
声 - 松岡洋子
駒守の未亡人。駒守死後まもなく風守の正体を知ったが逆に利用していた。
原典では「多久糸路」に当たる。
佐々文彦（ささ ふみひこ）
声 - 渡辺久美子
駒守の実子。風守焼死後は後継者として当主を継ぐ予定であった。
原典では「多久文彦」に当たる。
佐々木々彦（ささ きぎひこ）
声 - 星野貴紀
駒守の弟で、風守の叔父に当たる。風守ホールディングスは実際は木々彦と糸路が仕切っていた。
原典では「多久木々彦」に当たる。
多久英信（たく ひでのぶ）
声 - 最上嗣生
表向きは風守の住み込み医師と名乗っていたモノで、風守焼死時に火傷を負って寝込んでいた。
糸路にはR.A.I.のメンテナンス技師と明かしていたが実際には駒守の操る人形であった。実在の英信は駒守の身代わりとなって焼死していた。
公共保安隊
表向きは町の警備担当、しかし実情は自衛軍の指導下にある密偵の役割を持つ。
佐々邸の焼死体は自衛軍防課対策室の工作員であり、駒守存命を突き止めR.A.I確保のため動いていた。

### 「日輪の会反対派構成員殺人事件」関係者
島田璽郎（しまだ じろう）
声 - 古谷徹
白朗の息子で俳優。
爆弾で死亡した犠牲者を宣伝に使う白朗のやり方に反発しており、葉子に頼み五味と三久に協力し金塊を探す手引きをした。
原典では「島田三次郎」に当たる。
島田白朗（しまだ はくろう）
声 - 田中正彦
「日輪の会」主催者で、元衆議院議員であり作家。島田白朗記念館を所有。戦争は敗戦ではなく停戦だと言い張り徴兵制復活論者でもある。
事件当時は璽郎によって睡眠薬で眠らされていた。事件後、戦車に隠されていた金塊が発見され、国税庁と検察庁連合調整の捜査を受ける。
原典では武芸者「島田幾之進」に当たる。
平戸葉子（ひらと ようこ）
声 - 寺崎裕香
璽郎の友人で彫刻家。記念館寄贈用の最初の犠牲者のブロンズ彫像「三英雄の像」を制作する。
璽郎に協力し五味と三久を手引きするために彫像に空洞を作っていたが彫像搬入前に五味と三久を殺害、白朗が死体を見たときに動揺して金塊の隠し場所を探すことを期待していた。
山本定信（やまもと さだのぶ）
声 - 三宅健太
元日輪の会のヤクザのボディガードで、支援金を不正蓄財して金塊保有していることを批判し、現在は政治結社を結成し日輪の会反対派として執拗な抗議行動をとっている。
大坪鉄矢（おおつぼ てつや）
声 - 野島裕史
日輪の会メンバーで現在の白朗のボディガード。
原典では門弟「大坪鉄馬」に当たる。
五味乱忘 & 三久休次郎
元日輪会メンバーであった山本の部下。彫像の中から死体で発見される。
山本の命令で記念館にあるという噂の金塊を捜索するため彫像の中に隠れる予定だったが、搬入前に葉子に刺殺された。
原典では「三休」と「五忘」に当たる。
鈴木たち
日輪の会の3人の最初の犠牲者。
白朗の演説中に突っ込んできた爆弾の入ったトラックを移送中に爆発し死亡、白朗は3人を英雄として祭り上げていた。新十郎は事件は自作自演であり無理矢理トラックを運転させられていたと推測しているが、爆弾を遠ざけようとした行為自体は真実であり事実は不明。

### 「矢島家子女」関係者
自称・小説家
声 - 梶裕貴
第6話から登場。東関東社会復帰促進センターの囚人。本名不明。
矢島が収監中に麟六の判がある本を渡した「自称」小説家。しかしその背後には別天王がおり、小説といっても原稿に書くのではなく現実に書くと言い、新十郎を自分の登場人物として幻覚の世界へ導く。
矢島（やじま）
声 - 藤原啓治
評論家。
麟六の学生時代の友人で、戦時中の言動で新情報拡散防止法により民活で作られた刑務所「東関東社会復帰促進センター」に最近まで収監され胃を悪くし出所した。
原典では「矢島」に当たる。
矢島タカ子（やじま たかこ）
声 - 恒松あゆみ
矢島の妻で、麟六の後輩。
矢島が東関東社会復帰促進センター収監中、子どもを捜している時にテロに巻き込まれ失明したとしていたが、夫の収監後から精神が不安定になる。ネグレクトの傾向があり、子供が行方不明となったことで自分を責め自ら眼を潰した。
原典では「タカ子」に当たる。
矢島秋夫（やじま あきお）
声 - 鳥羽月子
1年前に行方不明になったとされる矢島夫婦の息子で、和子の兄。
2人は書斎の本を使って暗号遊びをしていた事が後の発端となった。実際は行方不明になったすぐ後に麟六によって発見され、母親の精神不安定さを考慮し2人は児童養護施設に保護されていた。
原典では「秋夫」に当たる。
矢島和子（やしま かずこ）
声 - 佐藤恵
1年前に行方不明になったとされる矢島夫婦の娘で、秋夫の妹。
原典では「和子」に当たる。

### 「映画『白痴たち』撮影現場における三高吉太郎殺人事件」改め「東関東社会復帰促進センターにおける看守殺人事件」関係者
自称・小説家を操った別天王の催眠術によって構築された世界で、新十郎は映画カメラマン、梨江は警視庁のお嬢様刑事（デカ）、虎山は梨江のメイドとして登場する。実際はデータ改竄により新十郎は東関東社会復帰促進センター（刑務所）に収監。
三高吉太郎（みたか きちたろう）
声 - ふくまつ進紗
幻覚の世界においては、映画「白痴たち」の映画監督。短気ですぐ人を殴る。（戦争が起きないはずの世界の）現代の日本・東京で戦争に巻き込まれるという荒唐無稽の戦争映画を撮っており、ラストは決めていない。
撮影中、セットの都電の前で四肢を切断された姿で発見される。現実には東関東社会復帰促進センター看守であり、戦中は反政府デモに関わっていた。自分の過去が露見するのを隠蔽するため伊沢紗代を脱獄させるために接触するが、彼女によってシャッターで胴体を切断され殺害される。
伊沢紗代（いざわ さよ）
声 - 寿美菜子
幻覚の世界においては、映画出演の女優。
現実には東関東社会復帰促進センターに収監された女囚であり、戦中は平凡な一児の母親だったが友人に誘われ政府デモに参加するうちに「パピヨン」として総理に対する爆弾テロ未遂に関わり戦時テロ対策特別措置法・爆破物取締法違反でテロリストとして逮捕される。三高が脱獄させようとしたが、女優であるとの催眠術によって自分は映画から降板させられると錯乱し殺害する。
谷村素子（たにむら もとこ）
声 - 高垣彩陽
幻覚の世界においては、映画出演の女優。
現実には東関東社会復帰促進センターに収監された女囚であり、ハッカー気取りのただのニートであったが、戦中に政府の隠蔽情報をブログにリークするうちに嘘の情報も挙げるようになり情報犯罪者として逮捕される。
矢田寿美恵（やだ すみえ）
声 - 豊崎愛生
幻覚の世界においては、映画出演の女優。
現実には東関東社会復帰促進センターに収監された女囚であり、戦争中の不安もあって数え切れない男性と関係を持ち、戦後は身体を売ったとされ性犯罪者として逮捕される。
岡本寒吉
声 - 松本保典
東関東社会復帰促進センター警備責任者。
幻覚の世界には関わっておらず、新十郎が催眠術から覚醒したことによりセンター内の真相を知る。

### 「テレビ局爆破事件（●●テレビ爆破事件）」及び「海勝麟六の自殺」関係者
倉満美音（くらみつ みね）
声 - 國府田マリ子
海勝麟六を参考人として国会招致に来た1年目の新人議員。
招致理由は爆破事件ではなく、フルサークルが流出したJJシステムの内部資料に送電実験用衛星搭載のマイクロ波発生装置に軍事破壊兵器に転用可能との記述があったため。直後の爆破事件のため招致は不可能と思われたが、新十郎の協力により麟六の出席に同意させた。
衆議院予算委員会の場では海勝麟六に、マイクロウェーブ送電技術の軍事転用可能であるかを質問し、更に参考人として因果を呼び、虎山検事より戦時中にJJシステムがコンピュータのファイルの最終更新日を証拠を残さず改竄できるソフトを検察に提供していたという証言を引き出させた。
現状の太陽光発電利権にJJシステムが乗り出すことを警戒したため、フルサークルに協力し政府系の情報を引き出していた。ただし、海勝が着手したのは現状の太陽光発電とは無縁の太陽熱発電ゲマソーラーであった。
元山南（もとやま みなみ）
声 - 大川透
生放送番組「徹底生討論」のテレビ局プロデューサー。収録当日に海勝麟六から電車で来たことを聞いていた。
AD
声 - 村上裕哉
元山の部下のテレビ局AD。海勝麟六死亡直後からは麟六が変装をしていた。
不破重次郎（ふわ じゅうじろう）
声 - てらそままさき
太陽光発電推進派の企業家、太陽光田社長。
海勝麟六と対立していた「徹底生討論」出演者の一人で、放送開始直後の爆破に巻き込まれ重傷となる。他の出演者6名は亡くなっている。
水野左近（みずの さこん）
声 - 堀川仁
公共保安隊・部隊長。海勝麟六プライベート担当。
爆破事件当日は海勝麟六を送迎していたと語っていた。麟六の退院時に同乗した自動車が爆破し死亡する。倉満議員の大学時代の先輩だった。
フルサークルの正体であり、警備上必要であると主張し大手各社のアクセスキーを主張し情報を得ていた。実際は自動車爆破前に殺されている。
三原 保太郎（みはら やすたろう）
声 - 木村良平
公共保安隊・隊員。水野の部下。
海勝麟六に協力しその死を偽装、フルサークルであると知った水野も殺している。
フルサークル
ネットでJJシステムを標的にしているハッカー集団。
社内資料の流出や個人情報の暴露を行い、番組収録前には海勝麟六が敵対者を番組に集めて爆破するとネットで情報をばら撒いていた。

## 用語
結城探偵事務所（ゆうきたんていじむしょ）
新十郎が営む探偵事務所。
新十郎と因果、第5話からは風守が暮らしている。立入禁止地区の廃墟に建てられている。ロゴマークは、パンダを模している。
ジャパンジャスティスネットワークシステムホールディングス
略称：JJシステム。麟六が会長を務める通信会社。
検察庁連合調整部（けんさつちょうれんごうちょうせいぶ）
泉が所属する部署。
諸外国からの圧力と各省庁の調整をする為に戦後新設された。独自の判断で捜査をする権限を持つ。
公共保安隊
戦後に設立された部隊で、主に要人警護などを請け負っている。
御魂（みだま）
人間が心底に潜めている心の叫びや本心。
作中では、紫の蝶で表現されている。因果は、これを餌としている。

## スタッフ
- 原案 - 坂口安吾「明治開化 安吾捕物帖」[6]
- 監督 - 水島精二[6]
- ストーリー・脚本 - 會川昇[6]
- キャラクターデザイン - pako[6]、高河ゆん[6]
- アニメーションキャラクターデザイン・総作画監督 - 稲留和美[6]、矢崎優子[6]、やぐちひろこ[6]
- 美術デザイン - 宮本崇[6]、脇威志[6]
- プロダクションデザイン - 宮本崇[6]、石垣純哉[6]、柳瀬敬之[6]
- 美術監督 - 脇威志[6]
- 色彩設計 - 中山しほ子[6]
- 撮影監督 - 佐々木康太[6]
- 編集 - 吉武将人
- 音響監督 - 三間雅文[6]
- 音楽 - NARASAKI[6]
- 音楽プロデューサー - 佐野弘明
- 音楽制作 - フジパシフィック音楽出版、ソニー・ミュージックエンタテインメント
- チーフプロデューサー - 山本幸治
- プロデューサー - 大薮芳広、小中大典、竹枝義典
- アニメーション制作 - ボンズ[6]
- 制作 - 「UN-GO」製作委員会[6]（フジテレビジョン、東宝、ソニー・ミュージックエンタテインメント、電通、ボンズ）

## 主題歌
オープニングテーマ「How to go」
作詞 - 内村友美、江口亮 / 作曲 - School Food Punishment、江口亮 / 編曲 - 江口亮
歌 - School Food Punishment
エンディングテーマ「Fantasy」
作詞・作曲・歌 - LAMA
挿入歌「ヴァルハラ処女が丘」（第2話）
作詞 - 畑亜貴 / 作曲 - NARASAKI / 振り付け - 能登有沙 / ダンサー - 能登有沙、高松舞、稲光志帆子 / コーディネイト - STYLE CUBE
歌 - 夜長姫3+1（常実公美（加藤英美里）、梅澤夢乃（牧野由依）、中橋澄香（安済知佳）、あんざいえり（安野希世乃））
挿入歌「ブルーライト・ヨコハマ」（第2話）
作詞 - 橋本淳 / 作曲 - 筒美京平
挿入曲「目には青葉 山ホトトギス 初恋」（第2話）
歌 - アイドリング!!!
挿入曲「THE LIGHTBED」（第3話）
歌 - COALTAR OF THE DEEPERS
挿入歌「Beautiful dreamer」（第10話）
作詞 - 畑亜貴 / 作曲 - NARASAKI / 歌 - 夜長姫3+1

## 各話リスト
| 話数   | サブタイトル         | 絵コンテ          | 演出     | 作画監督                                         | 原案                                                                  | 虎山レポート | 放送日         |
| ------ | -------------------- | ----------------- | -------- | ------------------------------------------------ | --------------------------------------------------------------------- | ------------ | -------------- |
| 第一話 | 舞踏会の殺人         | 水島精二          | 浅井義之 | 矢崎優子                                         | 『明治開化 安吾捕物帖 "舞踏会殺人事件"』                              | 敗戦探偵     | 2011年10月13日 |
| 第二話 | 無情のうた           | 水島精二          | 末田宣史 | 堀川耕一                                         | 『明治開化 安吾捕物帖 "ああ無情"』                                    | 夜長姫       | 2011年10月20日 |
| 第三話 | 覆面屋敷             | 木村隆一          | 木村隆一 | 小平佳幸                                         | 『明治開化 安吾捕物帖 "万引一家"』 『明治開化 安吾捕物帖 "覆面屋敷"』 | 覆面         | 2011年10月27日 |
| 第四話 | 素顔の家             | 三條なみみ        | 京極尚彦 | 只野和子                                         | 『明治開化 安吾捕物帖 "万引一家"』 『明治開化 安吾捕物帖 "覆面屋敷"』 | 風守         | 2011年11月3日  |
| 第五話 | 幻の像               | 木村隆一          | 木村隆一 | 菅野宏紀、武本大介                               | 『明治開化 安吾捕物帖 "幻の塔"』                                      | ブロンズ像   | 2011年11月10日 |
| 第六話 | あまりにも簡単な暗号 | 五十嵐卓哉        | 中村里美 | 出雲誉明、小森高博                               | 『アンゴウ』                                                          | 暗号         | 2011年11月17日 |
| 第七話 | ハクチユウム         | 増井壮一          | 清水久敏 | 小平佳幸、長谷部敦志                             | 『明治開化 安吾捕物帖 "愚妖"』 『白痴』                               | パピヨン     | 2011年11月24日 |
| 第八話 | 楽園の王             | 黒川智之          | 黒川智之 | 日下部智津子、根岸宏行 伊藤秀樹                  | 『明治開化 安吾捕物帖 "愚妖"』 『選挙殺人事件』                       | 別天王       | 2011年12月1日  |
| 第九話 | 海勝麟六の犯罪       | 和田純一          | 京極尚彦 | 竹知仁美、冨澤佳也乃 中山初絵、稲吉朝子 糸島雅彦 | 『明治開化 安吾捕物帖 "冷笑鬼"』 『赤罠』                             | フルサークル | 2011年12月8日  |
| 第十話 | 海勝麟六の葬送       | 木村隆一          | 高橋健司 | 矢崎優子、村井孝司 斉藤英子、武本大介            | 『明治開化 安吾捕物帖 "冷笑鬼"』 『赤罠』                             | 因果         | 2011年12月15日 |
| 最終話 | 私はただ探している   | 長崎健司 水島精二 | 清水久敏 | 出雲誉明、長谷部敦志 青野厚司、小田嶋瞳          | 『明治開化 安吾捕物帖 "冷笑鬼"』 『赤罠』 『余はベンメイす』          | ミダマ       | 2011年12月22日 |

## 放送局
全ての放送局で、ノイタミナ枠第1部としての放送作品となる（北海道文化放送を除く）。
| 放送地域   | 放送局                            | 放送期間                       | 放送日時                | 備考                     |
| ---------- | --------------------------------- | ------------------------------ | ----------------------- | ------------------------ |
| 関東広域圏 | フジテレビ                        | 2011年10月13日 - 12月22日      | 木曜 24:45 - 25:15      | 製作委員会参加・字幕放送 |
| 近畿広域圏 | 関西テレビ                        | 2011年10月18日 - 12月27日      | 火曜 25:58 - 26:28      | 字幕放送                 |
| 福島県     | 福島テレビ                        | 2011年10月19日 - 2012年1月11日 | 水曜 25:05 - 25:35      | 字幕放送                 |
| 新潟県     | 新潟総合テレビ                    | 2011年10月19日 - 2012年1月11日 | 水曜 25:30 - 26:00      | 字幕放送                 |
| 中京広域圏 | 東海テレビ                        | 2011年10月20日 - 2012年1月12日 | 木曜 26:05 - 26:35      | 字幕放送                 |
| 佐賀県     | サガテレビ                        | 2011年10月21日 - 12月30日      | 金曜 25:05 - 25:35      |                          |
| 山形県     | さくらんぼテレビ                  | 2011年10月22日 - 2012年1月14日 | 土曜 25:05 - 25:35      |                          |
| 秋田県     | 秋田テレビ                        | 2011年10月22日 - 2012年1月14日 | 土曜 25:35 - 26:05      | 字幕放送                 |
| 鹿児島県   | 鹿児島テレビ                      | 2011年10月22日 - 2012年1月14日 | 土曜 25:35 - 26:05      | 字幕放送                 |
| 熊本県     | テレビ熊本                        | 2011年10月22日 - 2012年1月14日 | 土曜 26:05 - 26:35      |                          |
| 広島県     | テレビ新広島                      | 2011年10月24日 - 2012年1月16日 | 月曜 25:50 - 26:20      | 字幕放送                 |
| 宮城県     | 仙台放送                          | 2011年10月25日 - 2012年1月17日 | 火曜 25:45 - 26:15      |                          |
| 愛媛県     | テレビ愛媛                        | 2011年10月26日 - 2012年1月11日 | 水曜 24:35 - 25:05      | 字幕放送                 |
| 岩手県     | 岩手めんこいテレビ                | 2011年10月26日 - 2012年1月18日 | 水曜 25:50 - 26:20      |                          |
| 静岡県     | テレビ静岡                        | 2011年10月27日 - 2012年1月19日 | 木曜 25:10 - 25:40      | 字幕放送                 |
| 日本全域   | BSフジ                            | 2011年10月29日 - 2012年1月14日 | 土曜 25:30 - 26:00      | 字幕放送                 |
| 北海道     | 北海道文化放送                    | 2012年1月15日 - 3月25日        | 日曜 25:45 - 26:15      | 字幕放送                 |
| 日本全域   | フジテレビNEXT ライブ・プレミアム | 2012年12月10日 - 12月17日      | 月曜 - 金曜 7:00 - 8:00 | 専門チャンネル           |

## 因果日記
『因果日記』（inganikki）は、新十郎と因果がチビキャラとなって登場する公式サイトで配信の短編アニメ。
- 第一回 - 2011年10月5日配信
- 第二回 - 2011年10月7日配信
- 第三回 - 2011年10月9日配信
- 第四回 - 2011年10月12日配信
- 第五回 - 2011年10月13日配信
- 第六回 - 2011年11月10日配信
- 第七回 - 2011年11月15日配信
- 第八回 - 2011年12月1日配信
- 第九回 - 2011年12月8日配信
- 最終回 - 2011年12月22日配信

## オーディオドラマ
DVD&BD各巻特典CDに収録の、會川昇短編小説書き下ろしのオーディオドラマ。
- 第1章 - 海勝館の秘密
- 第2章 - 不連続正解事件
- 第3章 - 私はなんか抱きしめていたい
- 第4章 - 桜の森の満開のホニャララの、のが多い

## 劇場版
『UN-GO episode:0 因果論』が、2011年11月19日よりTOHOシネマズにて2週間限定レイトショー上映。上映時間は49分。原案は坂口安吾の『明治開化 安吾捕物帖 "魔教の怪"』『復員殺人事件』。テレビアニメより2年前のストーリーで、新十郎と因果との出会いが描かれる。
レイトショー上映終了後も、2011年12月17日より1週間アンコール上映、さらに12月23日には映画+テレビシリーズ全話をオールナイト上映。
脚本を担当している會川昇執筆による同タイトルの小説版とは、時系列やことの起こり、キャラクターの心理面やオリジナルキャラクターの登場など、相違する点も多い。主人公達のいた戦争に付いてもある程度言及され、紛争地域はK国と呼称されていた。

### あらすじ（映画）
新十郎と因果との出会いと、2人の最初の事件を描いた物語。戦争が始まる前、新十郎は学生時代の友人とアジアのとある国に出かけていたが、反政府軍の紛争に巻き込まれ、新十郎以外が殺されてしまう。帰国後、東京では新興宗教「別天王会」がヤミヨセという儀式を行う最中、信者が白い獣に殺されるという事件が発生していた。そこの会師・大野妙心と関係を持つ新十郎は、過去を清算すべく、事件解決に挑む。

### 「宗教団体『別天王会』における信者殺人事件」関係者
結城新十郎
声 - 勝地涼
作中では、長髪になっている。
高校時代に水泳をやっていたが挫折、紛争地域で巡回映画上映の個人ボランティアをしていたがそれも挫折し、金を稼いでその日暮らしをしていた所を、N.P.O.「戦場で歌う会」と接触し現地案内をしている時に紛争地帯で襲撃され、首に致命的な傷を負い絶命したが因果によって蘇生される。
この事件により会師殺害の容疑をかけられたこともあって海勝麟六に別の戸籍を与えられたことが描かれており、「結城新十郎」という名前は偽名であることが判明した。本名は不明。
因果
声 - 豊崎愛生
別天王と同じ場所に封じられていた存在。
遠い過去、海外へ攻め入った日本人が自らを加護するために帯同していた神だが、彼らが敗れたことで仏像（神像）に封じられた形で現地（K国）に打ち捨てられていた。「因果」という名前も当時の日本人がそう呼んでいたもの。新十郎の血を浴びたことによって覚醒した。覚醒は不完全な状態で、新十郎の血と命を必要としている。
最初は新十郎に憑いたが、由子の死の直前に由子の身体に移る。新十郎の体を奪わないことと御魂を食っても人の命は奪わないことの代わりに、最高の御魂を与えることを条件に新十郎と契約を交わす。
海勝麟六
声 - 三木眞一郎
新十郎をこの事件に関わらせた人物。
真相を知っている節があり、事件を闇に葬っている。
海勝梨江
声 - 山本希望
海勝麟六の娘。学生。本編終了後のラストシーンのみ登場。
虎山泉
声 - 本田貴子
東京検察庁特捜部。
速水星玄
声 - 入野自由
警視庁公安部。
世良田蒔郎（せらた まきろう）
声 - 川島得愛
N.P.O.「戦場で歌う会」を案内した、旅行会社の現地ガイド。水泳をやっていた頃の新十郎の中学・高校時代の友人。
元自衛軍士官候補生であり、表向きは戦争が始まる前に交通事故で死亡していることになっていたが、ボランティアをテロの標的にさせる任務の途中で別天王と接触、別天王を連れ帰国し大野妙心に成りすまして色々な暗躍を画策した。
倉田由子（くらた ゆうこ）
声 - 戸松遥
N.P.O.「戦場で歌う会」メンバー。新十郎が異国を放浪している時期に出会った女性。
因果によって御魂を食われそうになった時に自害、その身体は因果に乗り移られる。
彼女達ボランティアがテロリストに惨殺されたとされる映像の公開を機に日本が戦争の道へ進むきっかけとなったが、その映像は新十郎ら一部のものには空が映っている映像にしか見えなかった。
テレビアニメのEDにも、登場している。
大野妙心（おおの みょうしん）
声 - 諏訪部順一
N.P.O.「戦場で歌う会」メンバーで神社の息子。
因果によって御魂を食われ死ぬ。
会師
新興宗教団体「別天王会」設立者である会師。大野妙心を名乗り、顔の火傷で身体中を包帯が巻かれている。
その正体は世良田蒔郎であり、新十郎らしき人物に火炎瓶を投げられ焼死したと見せかける。
山賀達也（やまが たつや）
声 - 内山昂輝
N.P.O.「戦場で歌う会」メンバー。ギターによる演奏が出来るとしてこの活動に参加した。
因果によって御魂を食われ死ぬ。
安田紅美（やすだ くみ）
声 - 嶋村侑
N.P.O.「戦場で歌う会」メンバー。
因果によって御魂を食われ死ぬ。
佐分利泰男（さぶり やすお）
声 - 浜田賢二
N.P.O.「戦場で歌う会」リーダー。
因果によって御魂を食われ死ぬ。
牧田
声 - 高口公介
元公安部の「別天王会」信者。
潜入捜査に当たっていたが信者となる。会師の身代わりとして殺される。
別天王（べってんのう）
「別天王会」教祖。
紛争地域の国にて封印されていた所を世良田が発見し、彼が封印を解いたことでこの世に姿を現す。普段は少女の姿をしているが、本来の姿は、白い獣のような姿をしている。教祖として人間の姿で蒔郎につき従い、彼の言葉を実在に見せかけていた。事件終了後その姿は消えていた。

### スタッフ（映画）
- 原案 - 坂口安吾「明治開化 安吾捕物帖」「復員殺人事件」「魔教の怪」
- 監督 - 水島精二
- ストーリー・脚本 - 會川昇
- キャラクターデザイン - pako、高河ゆん
- アニメーションキャラクターデザイン・総作画監督 - 稲留和美、矢崎優子、やぐちひろこ
- 美術デザイン - 宮本崇、脇威志
- プロダクションデザイン - 宮本崇、石垣純哉、柳瀬敬之
- マークデザイン - 海老川兼武
- デザイン協力 - 赤石沢貴士
- 絵コンテ - 三條なみみ、増井壮一
- 演出 - 浅井義之、和田純一
- 作画監督 - 斉藤栄子、村井孝司、松田剛吏
- メカ・エフェクト作画監督 - 藤井真吾
- 総作画監督 - 矢崎優子
- 美術監督 - 脇威志
- 色彩設計 - 中山しほ子
- 撮影監督 - 佐々木康太
- 音響監督 - 三間雅文
- 編集 - 吉武将人
- 音楽 - NARASAKI
- アニメーション制作 - ボンズ
- 製作 - 「UN-GO」製作委員会（ソニー・ミュージックエンタテインメント、東宝、フジテレビジョン、電通、ボンズ）
- 配給 - 東宝映像事業部

### 主題歌（映画）
オープニングテーマ「How to go」
作詞 - 中村友美、江口亮 / 作詞 - School Food Punishment、江口亮 / 編曲 - 江口亮 / 歌 - School Food Punishment
エンディングテーマ「Fantasy」
作詞・作曲・歌 - LAMA
挿入歌「セーラー服と機関銃」
作詞 - 来生えつこ / 作曲 - 来生たかお
挿入歌「あの素晴しい愛をもう一度」
作詞 - 北山修 / 作曲 - 加藤和彦
挿入歌「少年期」
作詞 - 武田鉄矢 / 作曲 - 佐孝康夫
挿入歌「THE LIGHTBED」
歌 - COALTAR OF THE DEEPERS

## 書籍

### 漫画
UN-GO 敗戦探偵・結城新十郎
『ニュータイプエース』Vol.1（『月刊ガンダムエース』2011年10月号増刊）から連載。2011～2013年にカドカワコミックス・エースで単行本化、全3巻。
漫画 - 山田J太 / 原典 -「UN-GO」制作委員会 / 監修 - ボンズ・「UN-GO」製作委員会
1. 2012年05月08日発売、ISBN 978-4-04-120160-2
2. 2012年12月06日発売、ISBN 978-4-04-120503-7
3. 2013年08月08日発売、ISBN 978-4-04-120748-2

UN-GO episode:0 因果論
月刊ニュータイプ2011年10月号から連載。2012年にカドカワコミックス・エースで単行本化、全1巻。
ストーリー - 會川昇 / 画 - pako / 作画協力 - 高河ゆん
1. 2012年05月08日発売、ISBN 978-4-04-120279-1

### 小説他
UN-GO因果論
ハヤカワ文庫JA、2012年。會川昇、矢崎優子（イラスト）。
ANIMESTYLE ARCHIVE UN-GO 會川昇脚本集
発行・スタイル、発売・メディアパル、2012年。